# 블레트호

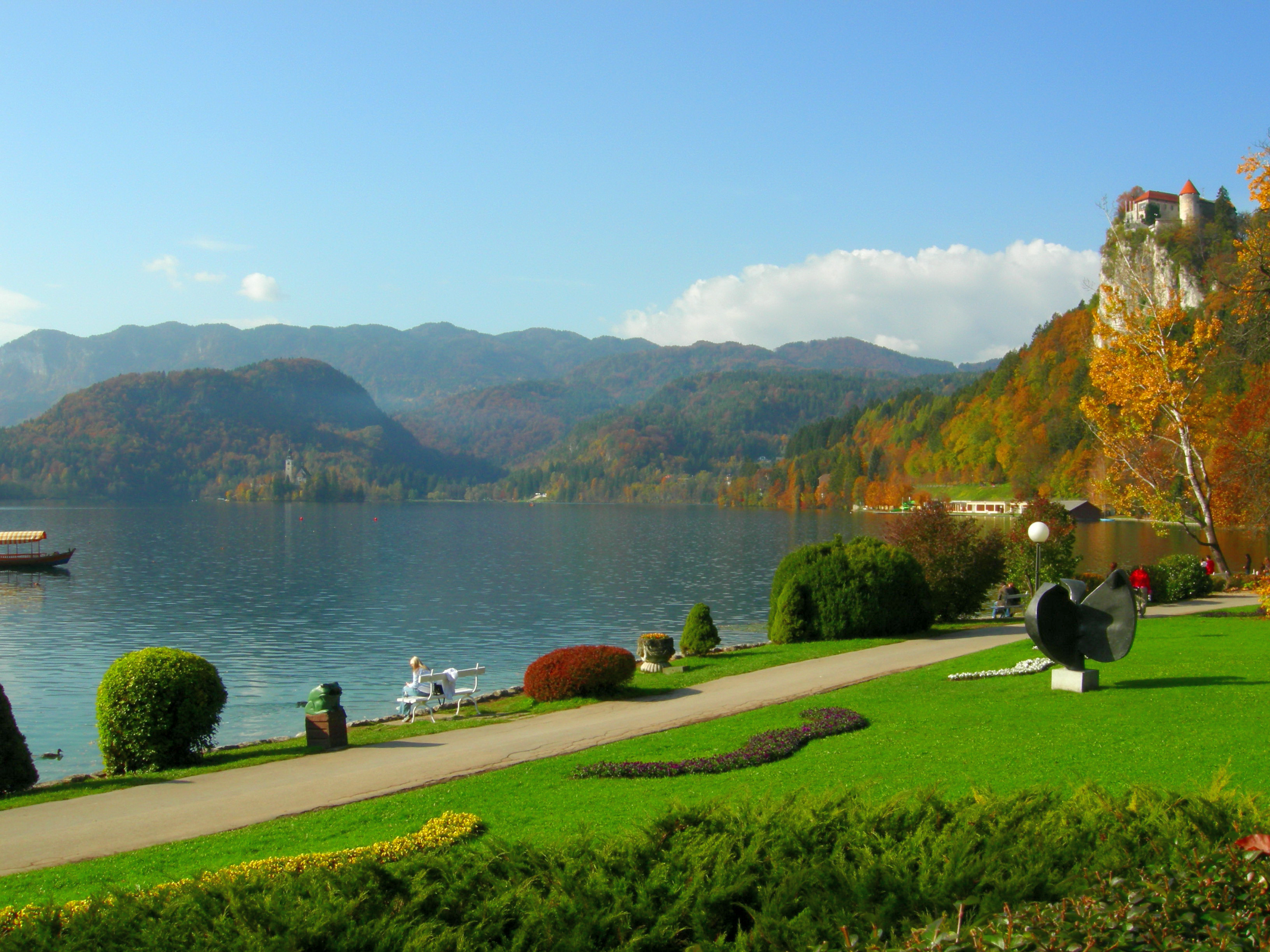
블레트호

블레트호(슬로베니아어: Blejsko jezero, 독일어: Veldeser See)는 슬로베니아 북서부 율리안알프스산맥에 위치한 빙하호로 블레트와 접한다. 이 지역 일대는 슬로베니아의 대표적인 관광 명소로 손꼽힌다.
호수의 최대 길이는 2,120m, 최대 너비는 1,380m이며 최대 깊이는 30.6m이다. 호수 주변은 맑고 아름다운 풍경을 자랑하며 산 주변이나 성을 포함한다. 호수 주변에는 중세 시대에 세워진 블레트성이 있고 호수 위에는 슬로베니아의 유일한 자연 섬인 블레트섬이 있다. 블레트섬에서 가장 큰 건물은 15세기에 건설된 성모 마리아 교회로 길이가 52m에 달하는 탑과 계단 99개가 있다. 교회에서는 정기적으로 결혼식을 연다.
조정을 즐길 수 있는 명소 가운데 하나로 1966년과 1979년, 1989년, 2011년 세계 조정 선수권 대회가 개최된 곳이다. 류블랴나 국제공항에서 35km, 류블랴나(슬로베니아의 수도)에서 55km 정도 떨어진 곳에 위치한다.

## 사진

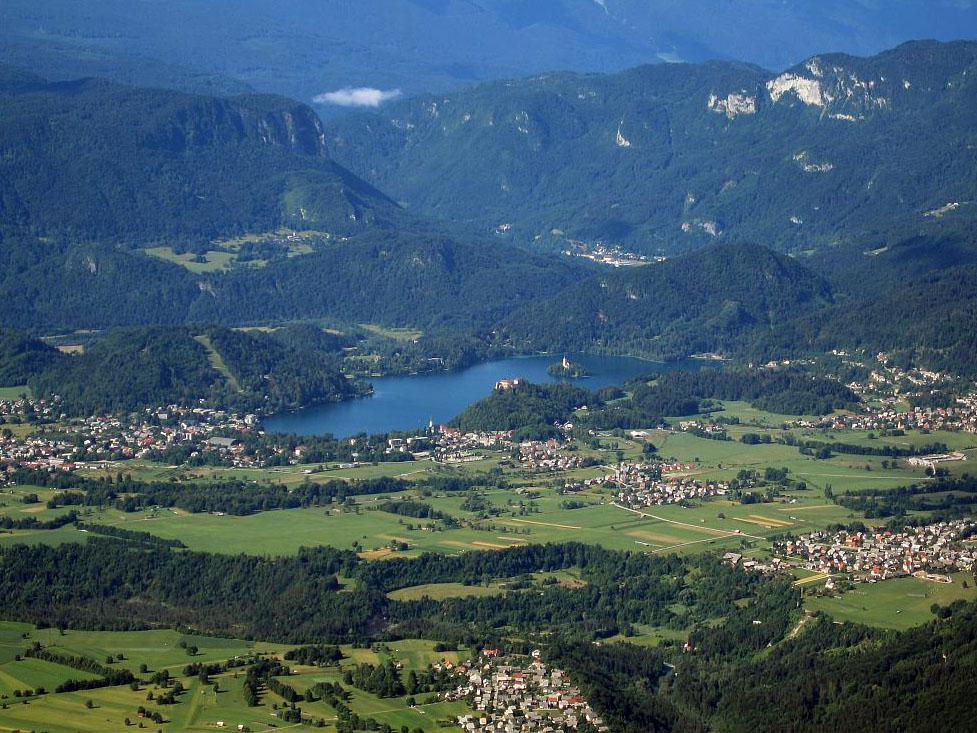
하늘에서 내려다 본 블레트호
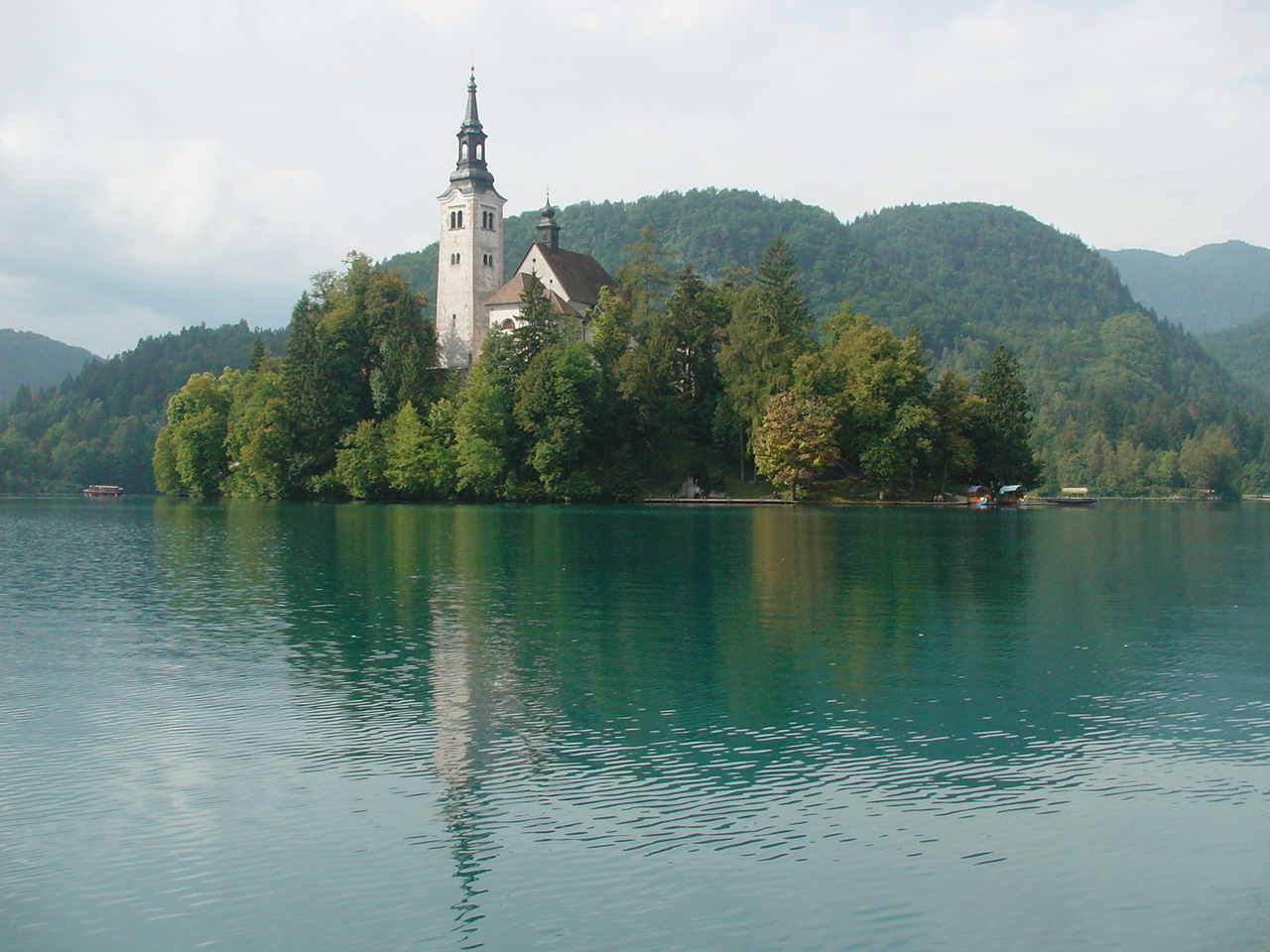
블레트호에 있는 섬
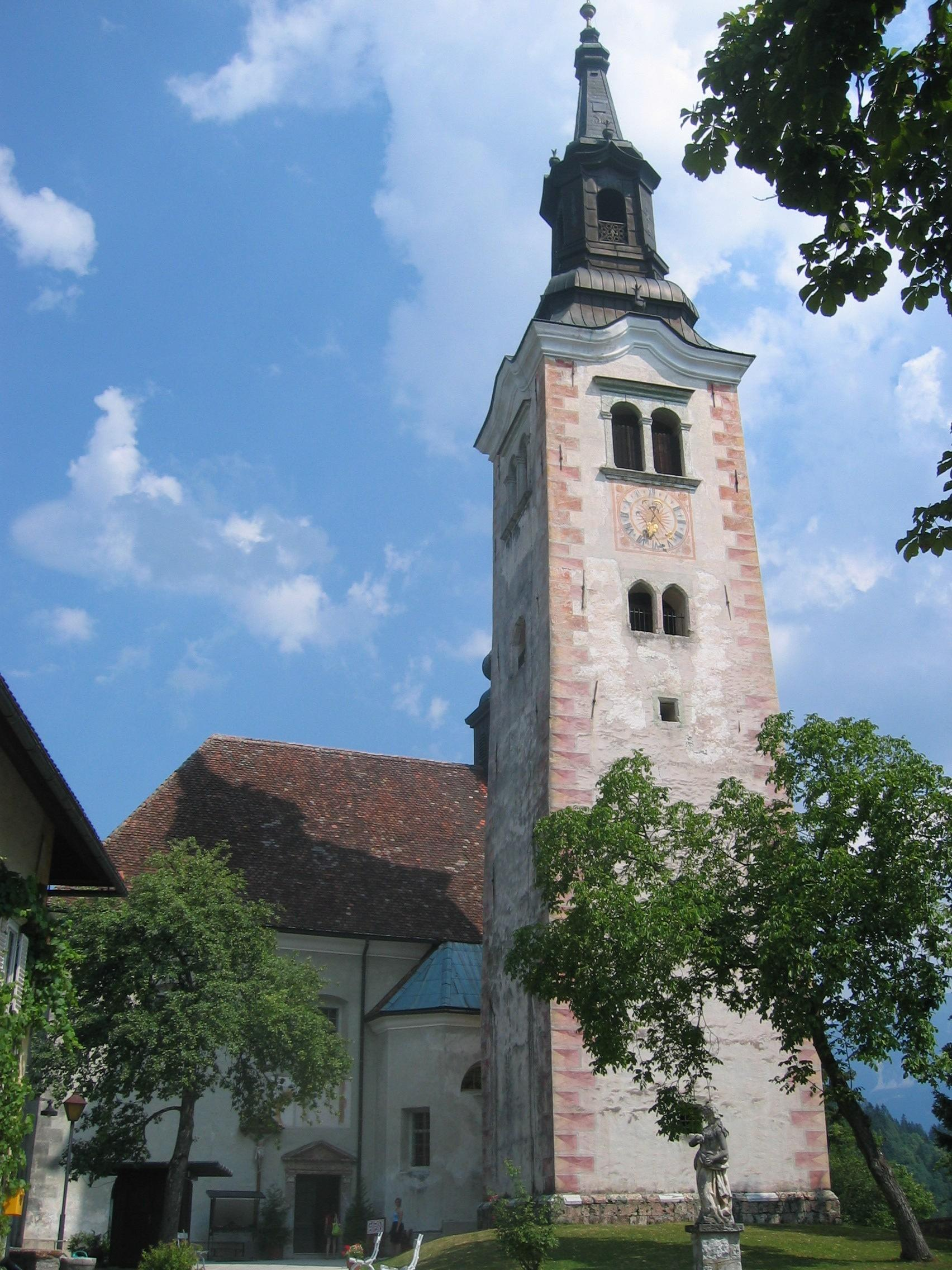
블레트섬에 있는 교회
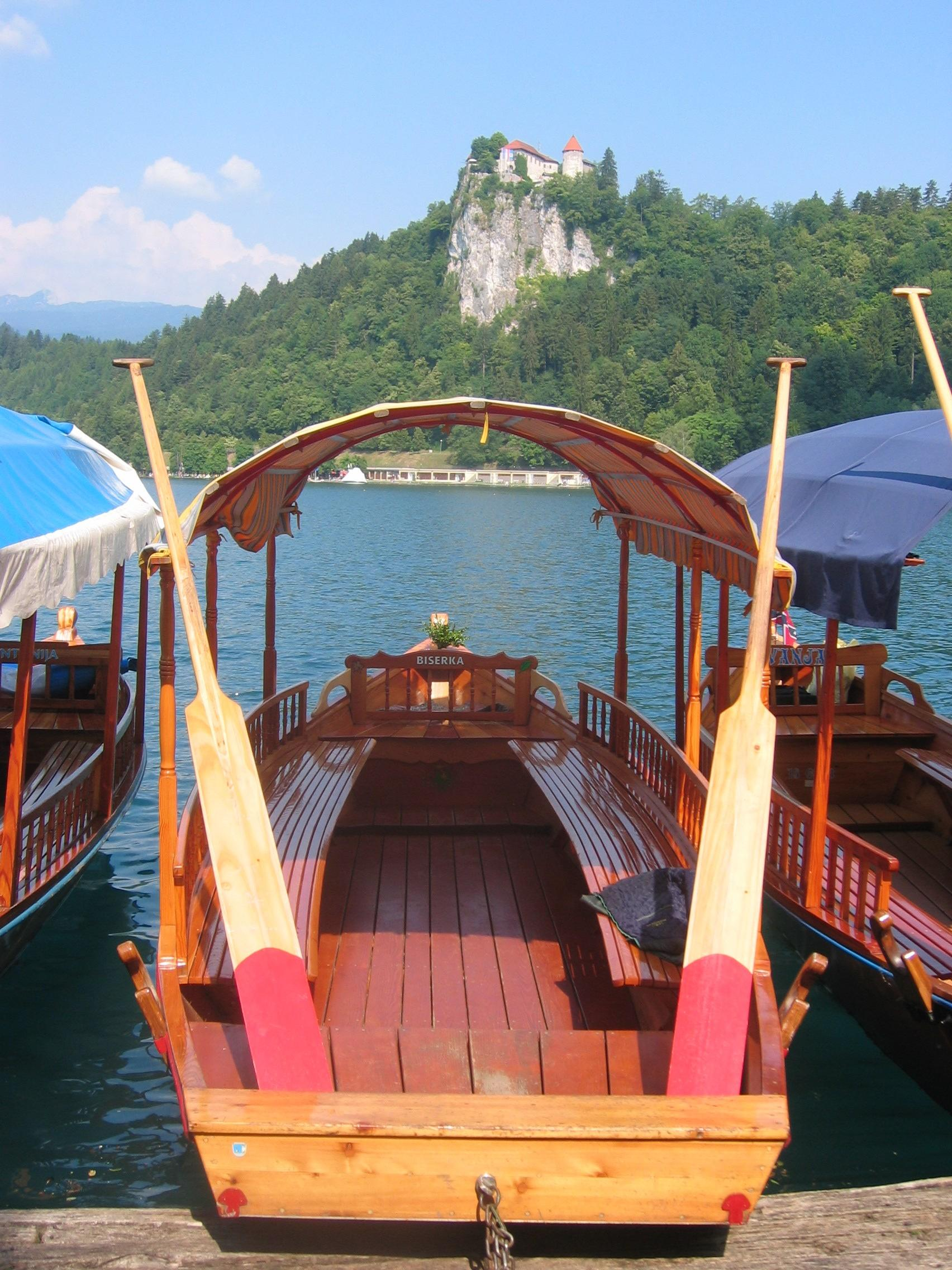
플레트나
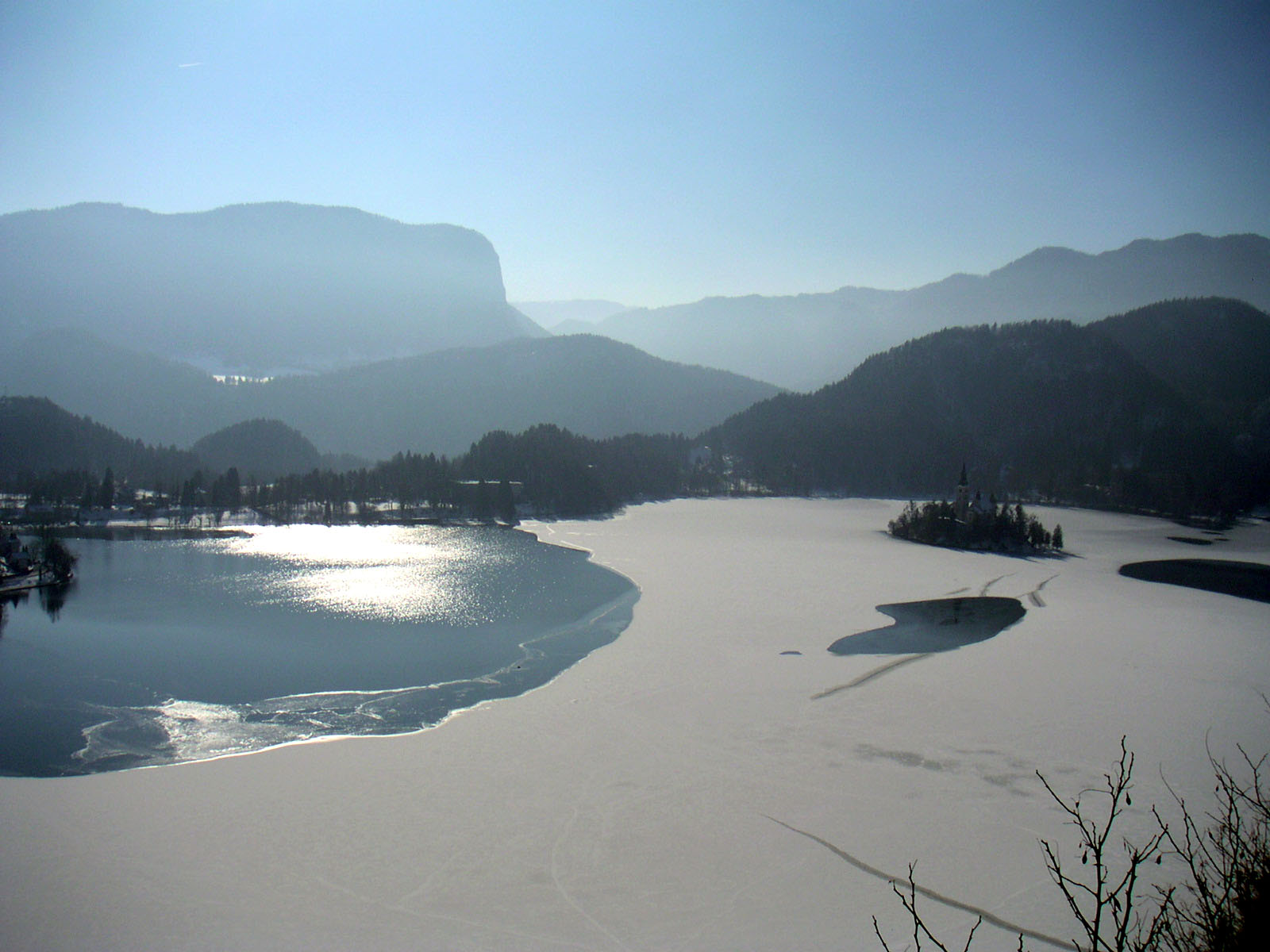
절반 정도 얼어버린 호수
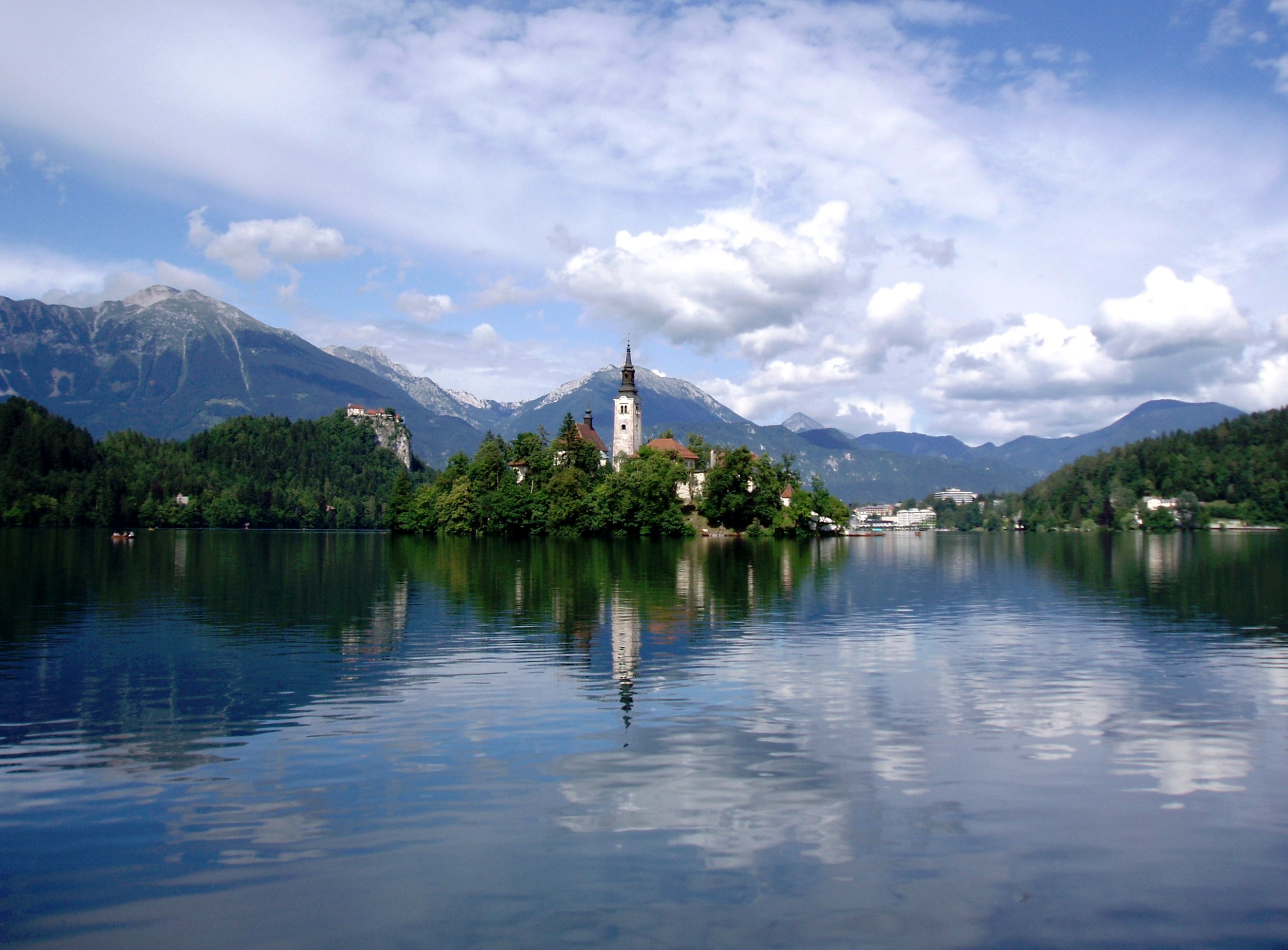
블레트성, 블레트섬에 있는 교회와 마을
산봉우리에 둘러싸인 블레트호